# 이재원 (1958년)
이재원(李載沅, 1958년 ~ )은 대한민국의 검사 출신 법조인으로 제27대 법제처장을 지냈다. 본관은 함평이며, 전라남도 광주 출생이다.

## 학력
- 광주제일고등학교 졸업
- 1980년 : 서울대학교 법학 학사
- 1983년 : 서울대학교 대학원 법학석사 수료

## 경력
- 1982 : 제24회 사법시험 합격
- 1986 : 울산지방검찰청 검사
- 1987 : 대구지방검찰청 검사
- 1989 : 서울중앙지방검찰청 검사
- 1992 : 부산지방검찰청 검사
- 1994 : 인천지방검찰청 검사
- 1996 : 서울동부지방검찰청 검사
- 1998 : 광주지방검찰청 검사, 서울중앙지방검찰청 검사
- 2000 : 대전지방검찰청 형사제2부 부장검사
- 2001 : 대검찰청 강력부 강력과장
- 2002 : 대검찰청 중앙수사부 수사제3과장
- 2003 : 서울지방검찰청 제1차장검사, 공안제2부장검사
- 2004 : 서울고등검찰청 검사
- 2005 : 울산지방검찰청 차장검사
- 2006 : 대구지방검찰청 제2차장검사
- 2007 : 수원지방검찰청 안산지청장
- 2008 : 서울고등검찰청 형사부장
- 2009 : 광주고등검찰청 차장검사
- 2010 : 서울동부지방검찰청 검사장
- 2011.08 ~ 2012.07 : 사법연수원 부원장
- 2012.07 ~ 2013.03 : 제30대 법제처 처장
- 2014 ~ 2015 : 변호사 이재원 법률사무소 변호사
- 2014 ~ : 의료법인 길의료재단 법률고문 고문
- 2014 ~ : 한국공인회계사회 법률고문 고문
- 2015.03 ~ : 법무법인 율촌 변호사
- 2018.03 ~ 2022.03 : 롯데쇼핑 사외이사
- 롯데쇼핑 투명경영위원회 위원
- 롯데쇼핑 보상위원회 위원
- 롯데쇼핑 보상위원회 위원장
- 롯데쇼핑 ESG위원회 위원